# Modena Football Club 1984-1985
Questa pagina raccoglie le informazioni riguardanti il Modena Football Club nelle competizioni ufficiali della stagione 1984-1985.

## Stagione
Nella stagione 1984-1985 il Modena ha disputato il girone A del campionato di Serie C1, piazzandosi in ottava posizione in classifica con 33 punti. Il torneo è stato vinto con 48 punti dal Brescia, che è salito in Serie B con il Lanerossi Vicenza, che ha battuto nello spareggio per il secondo posto (3-1) il Piacenza.

## Rosa
| N. |                   | Ruolo | Calciatore         |
| -- | ----------------- | ----- | ------------------ |
|    | Italia (bandiera) | D     | Ivo Ballardini     |
|    | Italia (bandiera) | P     | Marco Ballotta     |
|    | Italia (bandiera) | P     | Alberto Bartoli    |
|    | Italia (bandiera) | C     | Franco Bergamaschi |
|    | Italia (bandiera) | D     | Roberto Biffi      |
|    | Italia (bandiera) | D     | Gianni Bottaro     |
|    | Italia (bandiera) | D     | Sauro Catellani    |
|    | Italia (bandiera) | C     | Stefano Cuoghi     |
|    | Italia (bandiera) | A     | Claudio De Tommasi |
|    | Italia (bandiera) | C     | Sergio Domini      |

| N. |                   | Ruolo | Calciatore           |
| -- | ----------------- | ----- | -------------------- |
|    | Italia (bandiera) | C     | Sergio Dossena       |
|    | Italia (bandiera) | A     | Luca Gabriellini     |
|    | Italia (bandiera) | C     | Luigi Petrillo       |
|    | Italia (bandiera) | P     | Angelo Pizzetti      |
|    | Italia (bandiera) | C     | Ivo Pulga            |
|    | Italia (bandiera) | A     | Mauro Rabitti        |
|    | Italia (bandiera) | C     | Giovanni Simonato    |
|    | Italia (bandiera) | D     | Mirko Torri          |
|    | Italia (bandiera) | P     | Vincenzo Tortora     |
|    | Italia (bandiera) | D     | Pier Antonio Torroni |

## Risultati

### Campionato

#### Girone di andata
| 23 settembre 1984 1ª giornata | Brescia | 2 – 0 | Modena |  |

| 30 settembre 1984 2ª giornata | Modena | 1 – 0 | Livorno |  |

| 7 ottobre 1984 3ª giornata | Pavia | 1 – 1 | Modena |  |

| 14 ottobre 1984 4ª giornata | Modena | 0 – 1 | Rimini |  |

| 21 ottobre 1984 5ª giornata | Lanerossi Vicenza | 2 – 2 | Modena |  |

| 28 ottobre 1984 6ª giornata | Modena | 1 – 2 | Asti TSC |  |

| 1º novembre 1984 7ª giornata | Jesi | 0 – 0 | Modena |  |

| 11 novembre 1984 8ª giornata | Modena | 0 – 0 | Piacenza |  |

| 18 novembre 1984 9ª giornata | Rondinella | 0 – 1 | Modena |  |

| 25 novembre 1984 10ª giornata | Modena | 1 – 1 | Reggiana |  |

| 2 dicembre 1984 11ª giornata | Modena | 1 – 0 | SPAL |  |

| 9 dicembre 1984 12ª giornata | Pistoiese | 2 – 0 | Modena |  |

| 16 dicembre 1984 13ª giornata | Modena | 2 – 0 | Sanremese |  |

| 23 dicembre 1984 14ª giornata | Carrarese | 1 – 0 | Modena |  |

| 6 gennaio 1985 15ª giornata | Treviso | 0 – 0 | Modena |  |

| 13 gennaio 1985 16ª giornata | Modena | 1 – 1 | Ancona |  |

| 20 gennaio 1985 17ª giornata | Legnano | 3 – 1 | Modena |  |

#### Girone di ritorno
| 3 febbraio 1985 18ª giornata | Modena | 1 – 1 | Brescia |  |

| 10 febbraio 1985 19ª giornata | Livorno | 2 – 0 | Modena |  |

| 17 febbraio 1985 20ª giornata | Modena | 1 – 1 | Pavia |  |

| 24 febbraio 1985 21ª giornata | Rimini | 1 – 0 | Modena |  |

| 3 marzo 1985 22ª giornata | Modena | 0 – 0 | Lanerossi Vicenza |  |

| 10 marzo 1985 23ª giornata | Asti TSC | 1 – 1 | Modena |  |

| 17 marzo 1985 24ª giornata | Modena | 2 – 0 | Jesi |  |

| 24 marzo 1985 25ª giornata | Piacenza | 1 – 0 | Modena |  |

| 6 aprile 1985 26ª giornata | Modena | 2 – 0 | Rondinella |  |

| 14 aprile 1985 27ª giornata | Reggiana | 1 – 0 | Modena |  |

| 21 aprile 1985 28ª giornata | SPAL | 1 – 0 | Modena |  |

| 5 maggio 1985 29ª giornata | Modena | 4 – 0 | Pistoiese |  |

| 12 maggio 1985 30ª giornata | Sanremese | 1 – 1 | Modena |  |

| 19 maggio 1985 31ª giornata | Modena | 1 – 0 | Carrarese |  |

| 26 maggio 1985 32ª giornata | Modena | 3 – 0 | Treviso |  |

| 2 giugno 1985 33ª giornata | Ancona | 1 – 2 | Modena |  |

| 9 giugno 1985 34ª giornata | Modena | 0 – 0 | Legnano |  |